# John Philip Sousa
John Philip Sousa (Washington DC, 1854. november 6. – Reading, Pennsylvania, 1932. március 6.) amerikai zeneszerző és karmester a késő romantikus korszakból, elsősorban amerikai katonai indulókról ismert. Emiatt sokan az "Indulók Királyának" nevezik.
Sousa hegedűn kezdte pályafutását, és zeneelméletet és zeneszerzést tanult John Esputa és George Felix Benkert mellett. Apja 1868-ban tanoncként besorozta őt az Egyesült Államok Tengerészgyalogság zenekarába. A zenekart 1875-ben hagyta ott, és a következő öt évben hegedűsként lépett fel, és megtanult vezényelni. 1880-ban újra csatlakozott a tengerészgyalogos zenekarhoz, ahol 12 évig igazgató volt, majd felfogadták egy David Blakely, P.S. Gilmore korábbi ügynöke által szervezett zenekar vezénylésére. Blakely versenyezni akart Gilmore-ral, de Sousának soha nem volt saját zenekara. 1880-tól haláláig kizárólag a karmesterségre és a zeneírásra koncentrált. Sousa segített a szuszafon, a helikonhoz és a tubához hasonló nagyméretű rézfúvós hangszer kifejlesztésében.
Az első világháború kitörésekor Sousa háborús parancsnokhelyettesi megbízatást kapott, hogy vezesse a haditengerészeti tartalékos zenekart Illinois-ban. Ezután visszatért, hogy 1932-ben bekövetkezett haláláig vezesse a Sousa zenekart. Az 1920-as években előléptették a haditengerészeti tartalékosok állandó parancsnoki rangjára, de aktív szolgálatot soha többé nem teljesített.

## Családja és tanulmányai
John Philip Sousa Washingtonban született, a spanyolországi portugál szülők, João António de Sousa (John Anthony Sousa) (1824. szeptember 22. – 1892. április 27.) és felesége, a bajor származású német Maria Elisabeth Trinkhaus (1826. május 20. – 1908. augusztus 25.) tíz gyermeke közül a harmadikként. Zenei tanulmányait idősebb John Esputa tanítványaként kezdte, aki szolfézst tanított neki. Ez azonban rövid ideig tartott, mert a tanár gyakran rosszkedvű volt. 
1861-ben vagy 1862-ben kezdte meg igazi zenei tanulmányait ifjabb John Esputa, előző tanárának fia tanítványaként, akitől Sousa hegedűt, zongorát, fuvolát, több rézfúvós hangszert és éneket tanult. Esputa osztozott apja rosszindulatúságában, és a tanár és tanítványa közötti kapcsolat gyakran feszült volt, de Sousa nagyon gyorsan fejlődött, és kiderült, hogy tökéletes hangmagassággal rendelkezik. Ebben az időszakban írta első kompozícióját, az "Egy album level-et", de Esputa "kenyér és sajt" gyanánt visszautasította, és a kompozíció később elveszett.
Édesapja harsonás volt a tengerészgyalogos zenekarban, és 13 éves korában Sousa tanoncként jelentkezett az Egyesült Államok tengerészgyalogságához, hogy megakadályozza, hogy egy cirkuszi zenekarhoz csatlakozzon. Ugyanebben az évben kezdett zenét tanulni George Felix Benkertnél. Sousát kiskorúként sorozták be, ami azt jelentette, hogy csak 21. születésnapja után szerelhetett le.

## Magánélete és halála

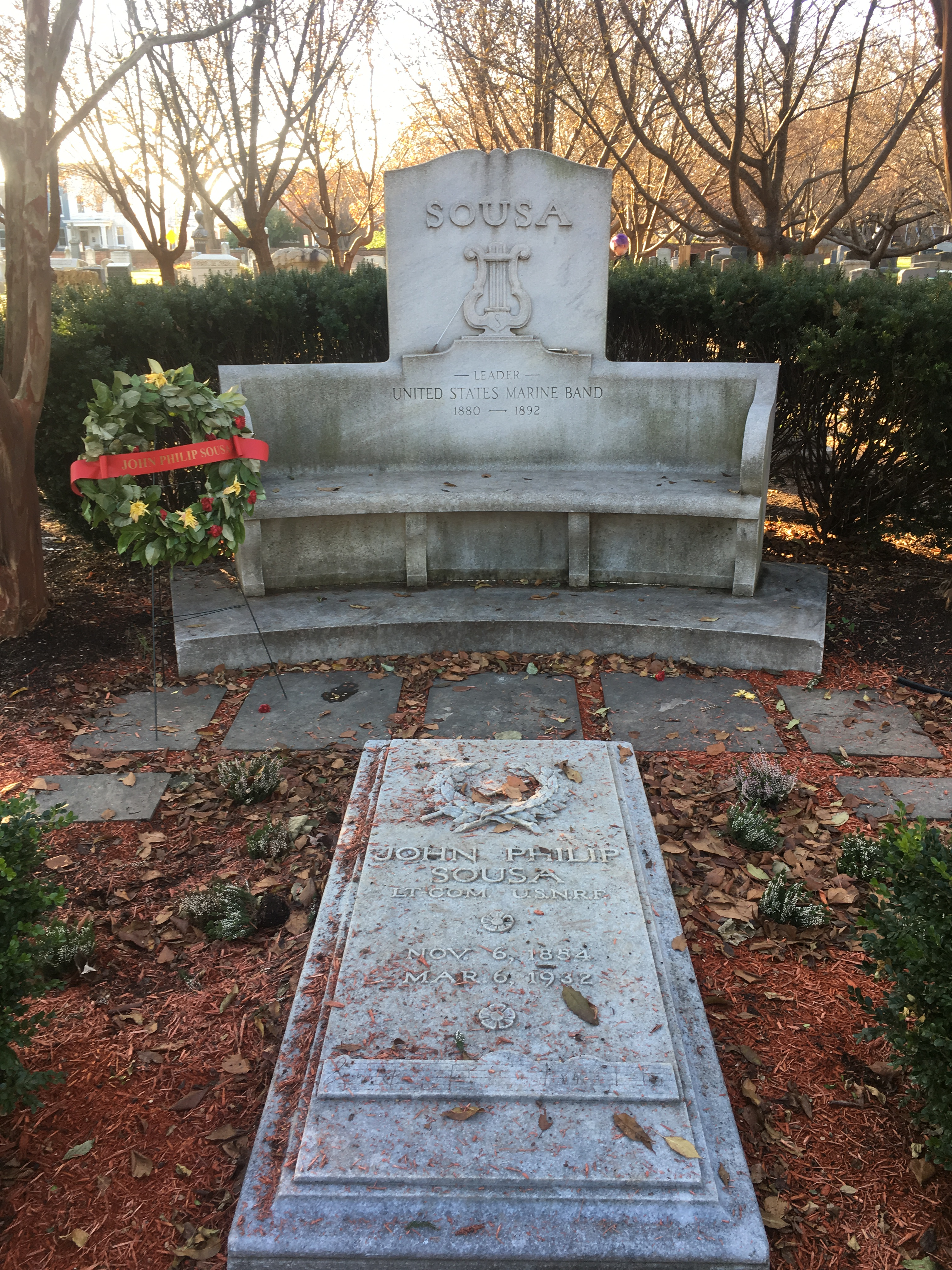
John Philip Sousa sírja a Kongresszusi temetőben

1879. december 30-án Sousa feleségül vette Jane van Middlesworth Bellis-t (1862-1944),[3] gyermekeik: John Philip, Jr. (1881. április 1. – 1937. május 18.), Jane Priscilla (1882. augusztus 7. – 1958. október 28.) és Helen (1887. január 21. – 1975. október 14.). Mindannyiukat a Kongresszusi Temető John Philip Sousa parcellájában temették el. Jane Adam Bellis leszármazottja volt, aki a New Jersey-i csapatokban szolgált az amerikai függetlenségi háború alatt.
Élete végén Sousa a New York állambeli Sands Pointban élt. 1932. március 6-án szívelégtelenségben halt meg 77 éves korában a pennsylvaniai Readingben lévő Abraham Lincoln Hotel szobájában. Előző nap a Ringgold zenekarral vendégkarmesterként a "The Stars and Stripes Forever" próbáját vezényelte. A washingtoni Kongresszusi temetőben van eltemetve. Wild Bank nevű házát nemzeti történelmi műemlékké nyilvánították, bár továbbra is magánház marad, és nem látogatható.
Sousának ma is vannak túlélő leszármazottai; egyik dédunokája, John Philip Sousa IV, aki a Republikánus Párt politikai aktivistájaként dolgozik.

## Fordítás
- Ez a szócikk részben vagy egészben  a   John Philip Sousa című angol Wikipédia-szócikk fordításán alapul.  Az eredeti cikk szerkesztőit annak laptörténete sorolja fel. Ez a jelzés csupán a megfogalmazás eredetét és a szerzői jogokat jelzi, nem szolgál a cikkben szereplő információk forrásmegjelöléseként.